# سعیدآباد (ساوجبلاغ)
سعیدآباد، یکی از روستاهای بخش مرکزی شهرستان ساوجبلاغ در استان البرز است. این روستا در دهستان سعیدآباد قرار دارد و بر پایه سرشماری عمومی نفوس و مسکن در سال ۱۳۹۵ جمعیت آن ۲۵۵۶ نفر (در ۷۳۱ خانوار) بوده‌است.